# 唐渡晃弘
唐渡 晃弘（からと てるひろ、1962年7月14日 - ）は、日本の政治学者（ヨーロッパ政治史）。博士（法学）（京都大学・論文博士・2004年）。京都大学法学部教授。野口名隆に師事。大阪市出身。

## 経歴
- 1981年03月 - 大阪府立北野高等学校卒業
- 1986年03月 - 京都大学法学部卒業
- 1986年04月 - 京都大学法学部助手（学士助手）（政治学専攻 政治史講座）
- 1989年04月 - 京都大学法学部助教授（政治学専攻 政治史講座）
- 1991年 - 在外研究（パリ第4大学）（1993年まで）
- 1992年04月 - 京都大学大学院法学研究科助教授（政治学専攻 政治外交史講座）
- 2004年03月 - 京都大学大学院法学研究科教授（法政理論専攻 政治史講座）[1]
- 2004年11月 - 博士（法学）（京都大学）（学位論文「国民主権と民族自決――第一次大戦中の言説の変化とフランス」）
- 2010年04月 - 京都大学大学院公共政策連携研究部・公共政策教育部教授
- 2013年04月 - 京都大学大学院法学研究科教授（法政理論専攻 政治史講座）[2]

## 著作

### 単著
- 『国民主権と民族自決――第一次大戦中の言説の変化とフランス』（木鐸社，2003年）

### 論文
- 「ロカルノ外交――ヨーロッパの安全とフランスの政策 (1-4)」『法学論叢』125巻4～6号／126巻1号（1989年）
- 「チェコスロヴァキアの誕生をめぐるフランス外交」『法学論叢』140巻3・4号（1997年）
- 「第一次大戦における民族問題とフランス」『京都大学法学部百周年記念論文集―第一巻』（有斐閣，1999年）
- 「国民国家概念に間する一考察」『法学論叢』152巻5・6号（2003年）
- 「フランス第二共和制とローマ問題」『法学論叢』158巻5・6号（2006年）
- 「一九世紀半ばのフランス政治とカトリック」『法学論叢』160巻5・6号（2007年）